# Stormwater Management and Road Tunnel

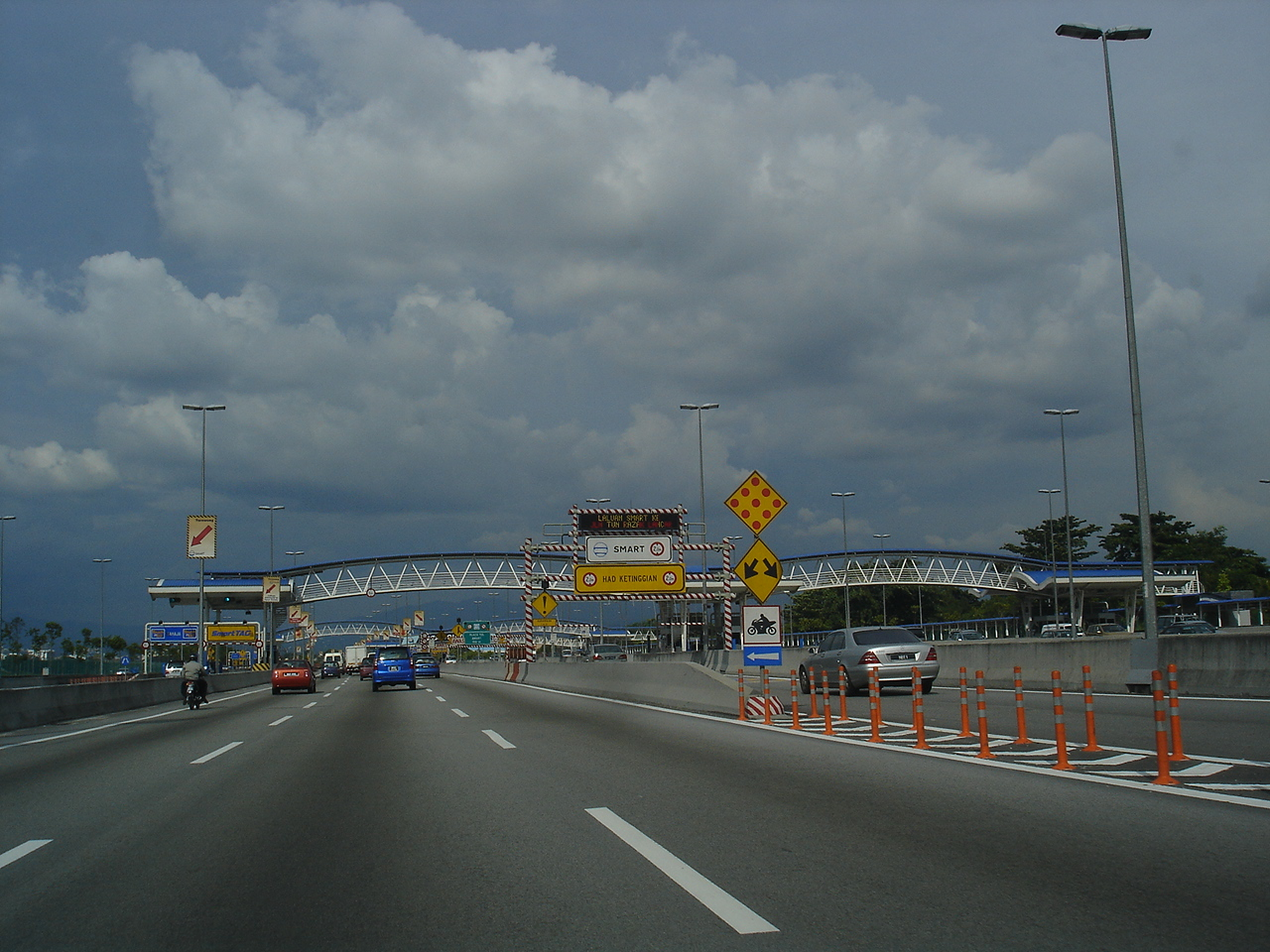
Der nördliche Tunneleingang

Der Stormwater Management and Road Tunnel, kurz SMART, ist ein Tunnel in der malaysischen Hauptstadt Kuala Lumpur. Gebaut wurde der Tunnel von Juni 2004 bis Mai 2007 durch die deutsche Firma Wayss & Freytag aus Frankfurt am Main. Gebaut wurde er in zwei Abschnitten mit einer Länge von 5400 und 4050 m im Schildvortriebverfahren. Dabei wurden rund 50 cm starke und 1,70 m lange Tübbings verbaut. Jeweils acht Tübbings bilden zusammen mit einem Abschlussstein einen Ring.
Im Mittelteil umfassen ca. 3 km des Tunnels nach der Fertigstellung drei Ebenen, wobei die oberen beiden für jeweils zwei Fahrspuren des North Drive vorgesehen sind. Diese beiden sind in regelmäßigen Abschnitt über Querschläge miteinander verbunden, so dass bei Unfällen die jeweils andere Ebene als Rettungsweg genutzt werden kann. Die untere dritte Ebene dient der Ableitung von Hochwasser während der Monsunzeit. Eine Besonderheit ist, dass bei besonders starken Regenfällen der Tunnel gesperrt werden kann und die beiden oberen Röhren ebenfalls für den Abfluss des Hochwassers genutzt werden können.
Die zum Bau verwendeten Maschinen hatten einen Außendurchmesser von 13,21 m und eine Leistung von 4.000 kW. Diese erzeugten ein Drehmoment von 24.400 kNm.